# Circonscription d'Alem Tena
La circonscription d'Alem Tena est une des 177 circonscriptions législatives de l'État fédéré Oromia, elle se situe dans la Zone Est Shoa. Sa représentante actuelle est Tegest Alemayehu Bejega.